# かみつけ信用組合

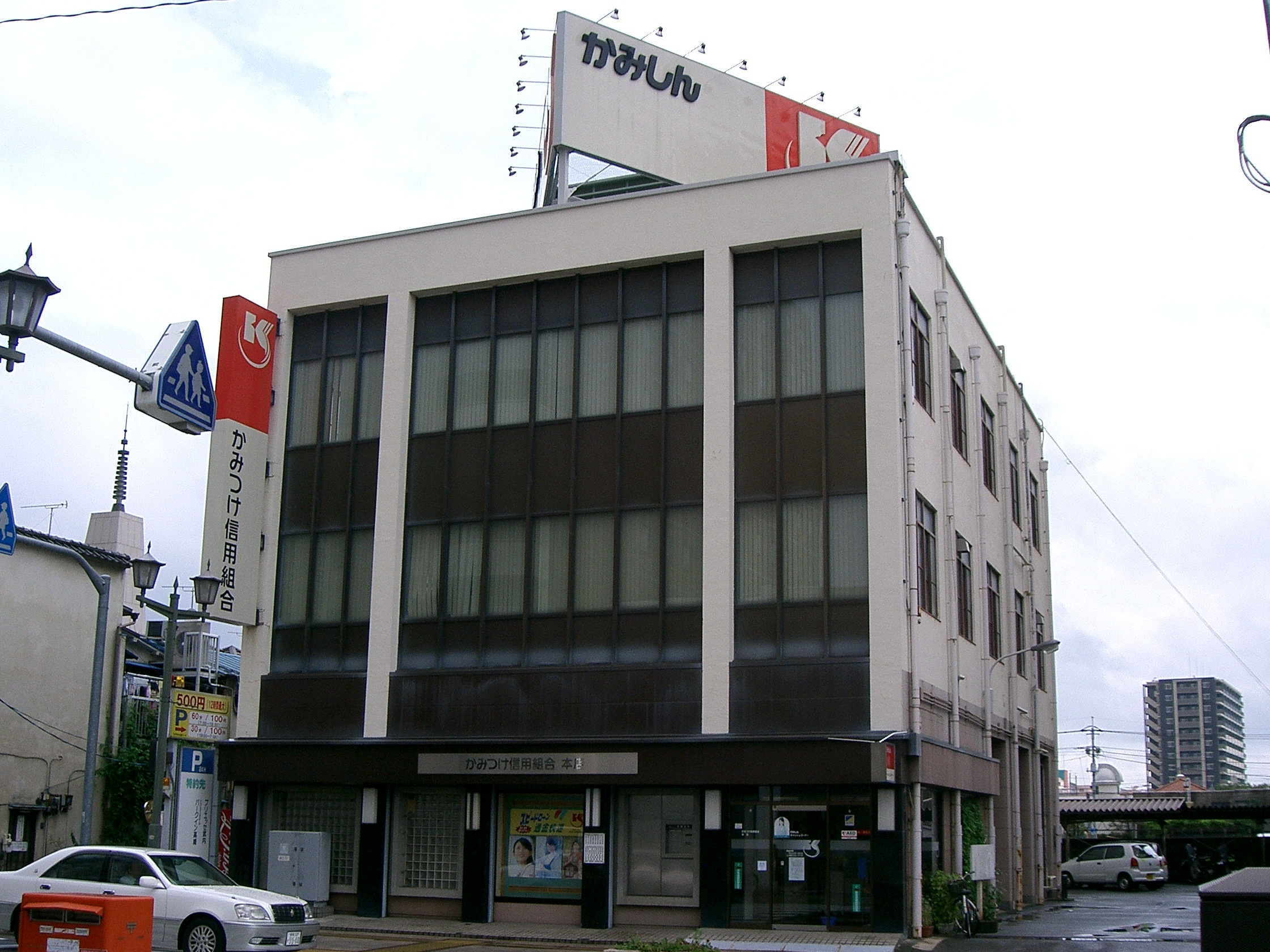
かみつけ信用組合 本店（現・ぐんまみらい信用組合 本店）

かみつけ信用組合（かみつけしんようくみあい）は、かつて群馬県高崎市に本店を置いていた信用組合。通称「かみしん」。2012年11月26日に東群馬信用組合と合併し、ぐんまみらい信用組合となった。
ATMでは、しんくみ お得ねっと提携信用組合のカードによる出金は自組合扱いとなる。

## 沿革
- 1951年11月 - 設立。
- 1990年4月 - 吾妻・北毛の2信組が合併し、かみつけ信用組合となる。
- 1991年4月 - 群馬県商工・新町の2信組が合併し、信用組合けんしんとなる。
- 1998年1月 - かみつけ・けんしんの2信組が合併し、かみつけ信用組合となる。
- 2012年11月26日 - 東群馬信用組合と合併し、「ぐんまみらい信用組合」となる。